# هنري دوايت باروز
هنري دوايت باروز (بالإنجليزية: Henry Dwight Barrows)‏ هو مدرس أمريكي، ولد في 1825، وتوفي في 1914.